# Touch (манґа)
Touch (яп. タッチ, Tatchi, Дотик) — манґа, автором якої є Міцуру Адаті. Випускалася в журналі Weekly Shonen Sunday з 1981 по 1986 рік. Загалом випущено 26 томів. Згідно з опитуванням, проведеним 2007 року міністерством культури Японії, посідає 33-тє місце серед найкращої манґи всіх часів.
На основі сюжету манґи був випущений аніме-серіал, який свого часу отримав один із найвищих рейтингів в історії телевізійних шоу Японії, 3 повнометражні аніме-фільми, 2 аніме-спешли, що відбуваються після подій серіалу, та ігровий фільм за участю акторів.
Тираж манґи перевищив 100 мільйонів примірників, що зробило її однією з найбільш продаваних серій манґи усіх часів. Манґа 1983 року отримала премію Shogakukan, як найкраща сейнен- і сьодзьо-манґа. У 2012 році було розпочато випуск сиквела манґи під назвою Mix, що оповідає про події тридцять років по тому.

## Сюжет
У сусідів Уесугі та Асакура в один рік народилося троє дітей, Тацуя Уесугі, його молодший брат близнюк Кадзуя Уесугі та їхня сусідка Мінамі Асакура. Тацуя, обдарований від природи спортсмен, чиї початкові навички перевершують навички Кадзуї, завжди дозволяв своєму працьовитому молодшому братові бути в центрі уваги, але коли вони вдвох з Мінамі закінчують школу, Тацуя розуміє, що, можливо, він не хоче втрачати Мінамі через брата. Коли Кадзуя потрапляє в аварію вранці перед фінальною грою регіонального турніру, Тацуя перебирає на себе місце брата, який є найкращим пітчером, і використовує свій природний талант, щоб здійснити мрію молодшого брата про вступ Мінамі до Косієну.

## Персонажі
- Кадзуя Уесугі (яп. 上杉 和也) — Молодший з близнюків Уесугі. Серйозний, працьовитий і, здається, впевнений у всьому, що він робить, він здається повною протилежністю своєму старшому братові Тацуї. Його навички подачі м'яча, досконалі манери та відмінні оцінки роблять його кумиром батьків, однокласників та сусідів. Він і всі інші бачать себе і Мінамі ідеальною парою, яка врешті-решт одружиться. Він прагне привести команду Мейсей до перемоги в префектурному турнірі і потрапити на національний турнір у Косієні, виконуючи дитячу обіцянку відвезти Мінамі туди. Хоча він створює враження впевненості, насправді він завжди насторожено ставиться до брата, знаючи, що, якщо Тацуя постарається, він може стати кращим спортсменом, ніж він, і також вкрасти Мінамі.
- Тацуя Уесугі (яп. 上杉 達也) — Старший з близнюків Уесугі, який здається егоїстичним і лінивим, насправді дуже альтруїстичний і не бажає змагатися з іншими, особливо зі своїм братом Кадзуєю. Талановитий від природи спортсмен, він міг би досягти успіху в бейсболі чи більшості видів спорту, якби доклав зусиль, але дозволяє молодшому братові досягти успіху замість себе. Як і Кадзуя, він кохає Мінамі Асакуру, дівчину-сусідку і їхню подругу дитинства, але спочатку також поступається цими стосунками братові. Коли Тацуя переходить до старшої школи, він майже приєднується до бейсбольного клубу, але, дізнавшись, що Мінамі стала менеджеркою клубу, не може цього зробити. Натомість Харада вмовляє його приєднатися до боксерського клубу разом з ним.
- Мінамі Асакура (яп. 浅倉 南) — Сусідка і подруга дитинства близнюків Уесугі. Відповідальна, приваблива, спортивна та розумна студентка, яка також повинна допомагати батькові по господарству та в сімейній кав'ярні, оскільки її мати померла в ранньому віці. Її інтереси більше збігаються з Кадзуєю, про якого вона дуже піклується і повністю підтримує на його шляху до Косієну, але її серце в основному лежить до Тацуї. Як і Кадзуя, вона бачить справжній потенціал і добре серце Тацуї. Хоча вона хотіла б зосередитися на роботі тренерки бейсбольної команди, врешті-решт її переконують приєднатися до шкільної команди з художньої гімнастики, і вона сама стає зірковою спортсменкою.
- Сінго та Харуко (яп. 信悟 晴子) — Батьки Тацуї та Кадзуї. Завжди фліртують і дражнять одне одного, незважаючи на присутність синів. Пан Уесугі іноді робить серйозний вигляд, зазвичай, щоб відчитати Кадзую, але незабаром знову починає загравати з дружиною. Пані Уесугі завжди усміхнена, іноді хихикає, прикриваючись рукою. Вони живуть дуже безтурботним життям, часто за гроші своїх синів, адже самі вони не мають роботи.
- Тосіо Асакура (яп. 浅倉 俊夫) — Батько Мінамі та власник кав'ярні «Мінамі Кадзе» («Південний вітер»). Вдівець. Його дружина померла, коли Мінамі була ще зовсім маленькою, але він залишається вірним їй і ніколи не планував одружуватися знову. Незважаючи на це, він зберігає оптимістичний, позитивний настрій і з нетерпінням чекає того дня, коли Мінамі і Кадзуя, як він вірить, одружаться. Деякий час він також наймає Тацую на неповний робочий день і бачить, яким хорошим працівником він може бути.
- Котаро Мацудайра (яп. 松平 孝太郎) — Ловець команди Мейсей і відбивний. Він найкращий друг Кадзуї і завжди в парі з ним. Спочатку він категорично проти того, щоб Тацуя приєднався до бейсбольної команди, але згодом теплішає до нього і стає таким же близьким з ним, як і з Кадзуєю. Іноді він висловлює заздрість до більшого таланту своїх друзів і їхньої здатності приваблювати Мінамі та інших дівчат.
- Сьохей Харада (яп. 原田 正平) — Великий, страшний однокласник. З першого погляду здається, що він просто вуличний хуліган і задирака, але Сьохей насправді є добросердим і дуже відданим своїм друзям, особливо Тацуї і Мінамі, яким він часто дає слушні поради з різних питань. Він є членом, а згодом і капітаном боксерського клубу, і спочатку змусив Тацую приєднатися до нього, змушуючи його загартовуватися і займатися спортом.
- Акіо Нітта (яп. 新田 明男) — Зірковий бейсболіст команди Сумі Тек, дворазовий переможець префектурного турніру та фіналіст турніру в Косієні. Акіо серйозно захопився бейсболом, коли грав проти Кадзуї в середній школі. Він закоханий у Мінамі і є другом Харади з молодших класів, коли вони обидва були хуліганами. Після смерті Кадзуї він хоче, щоб Тацуя зайняв його місце і знову показав йому «подачі Кадзуї».
- Юка Нітта (яп. 新田 由加) — Молодша сестра Акіо, вона надзвичайно близька зі своїм братом, і до того ж дещо інфантильна. Вона потрапляє до Мейсея під приводом шпигунства для брата, але насправді намагається спокусити Тацую, щоб він став її хлопцем. Вона дуже добре спостерігає та аналізує бейсболістів. Незважаючи на свою зухвалу поведінку, вона також є відмінною ученицею, яка отримує навіть вищі бали на іспитах з історії, ніж Саката.
- Ісаму Нісімура (яп. 西村 勇) — Дещо зарозумілий пітчер, який відмовляється визнавати майстерність Тацуї і вважає Акіо Нітту своїм справжнім суперником. Він має найкращий кручений м'яч серед усіх пітчерів у їхній префектурі, але ніхто не підніметься до його вихвалянь. Він також закоханий у Мінамі і постійно запрошує її на побачення. Через надмірне використання свого крученого м'яча він пошкоджує лікоть і більше не може ефективно подавати на фінальному турнірі.
- Сігенорі Нісіо (яп. 西尾 茂則) — Тренер команди школи Мейсей. Він занедужує у випускному класі братів і змушений залишатися в лікарні протягом усього префектурного турніру. Він призначає тимчасового тренера, Ейдзіро Касівабу, на свою посаду, представляючи його як «доброго, м'якого чоловіка, який любить бейсбол від щирого серця», не підозрюючи, що переплутав його зі своїм старшим братом, більш популярним Ейдзіро. Тренер Нісіо повертається наприкінці префектурного турніру.
- Ейдзіро Касіваба (яп. 柏葉 英二郎) — Жорстокий і спартанський тренер, який замінює тренера Нісіо, коли той хворіє. Нісіо хотів порекомендувати свого брата Ейдзіро, але чи то він, чи то школа переплутали імена. Першого ж дня він звільняє Мінамі з посади менеджерки і безжально б'є Тацую. Його тренування складається з подальших побоїв, принижень і роботи гравців до повного виснаження. Більшість членів команди першого року швидко залишили її. Він тримає образу на бейсбольну команду Мейсея через деякі події, що сталися, коли він був там присутній. Він також порівнює стосунки близнюків Уесугі зі своїми поганими стосунками з рідним братом.
- Сатіко Нісіо (яп. 西尾 佐知子) — Донька тренера Нісіо, подруга Курокі і перша менеджерка команди школи Мейсей. Бачить у Тацуї потенційний талант і визнає його спортивні здібності, заохочуючи його приєднатися до команди.

## Медіа

### Манґа
Написаний та проілюстрований Міцуру Адаті, Touch виходив у журналі Weekly Shonen Sunday видавництва Shogakukan з 5 серпня 1981 року по 12 жовтня 1986 року. Її розділи були зібрані у 26 томах танкобон, випущених між груднем 1981 та січнем 1987 року. Згодом манґа був перевиданий в 11 томах у форматі вайдбан, 14 томах у форматі бункобан, а потім знову в 17 томах «ідеального видання» в оригінальному журнальному форматі з кольоровими вставками.

#### Список томів
| №  | Дата виходу   | ISBN               |
| -- | ------------- | ------------------ |
| 1  | грудень 1981  | ISBN 4-09-120651-4 |
| 2  | березень 1982 | ISBN 4-09-120652-2 |
| 3  | липень 1982   | ISBN 4-09-120653-0 |
| 4  | жовтень 1982  | ISBN 4-09-120654-9 |
| 5  | січень 1983   | ISBN 4-09-120655-7 |
| 6  | квітень 1983  | ISBN 4-09-120656-5 |
| 7  | липень 1983   | ISBN 4-09-120657-3 |
| 8  | жовтень 1983  | ISBN 4-09-120658-1 |
| 9  | грудень 1983  | ISBN 4-09-120659-X |
| 10 | травень 1984  | ISBN 4-09-120660-3 |
| 11 | липень 1984   | ISBN 4-09-121131-3 |
| 12 | вересень 1984 | ISBN 4-09-121132-1 |
| 13 | листопад 1984 | ISBN 4-09-121133-X |
| 14 | грудень 1984  | ISBN 4-09-121134-8 |
| 15 | січень 1985   | ISBN 4-09-121133-X |
| 16 | квітень 1985  | ISBN 4-09-121136-4 |
| 17 | червень 1985  | ISBN 4-09-121137-2 |
| 18 | вересень 1985 | ISBN 4-09-121138-0 |
| 19 | жовтень 1985  | ISBN 4-09-121139-9 |
| 20 | грудень 1985  | ISBN 4-09-121140-2 |
| 21 | квітень 1986  | ISBN 4-09-121451-7 |
| 22 | травень 1986  | ISBN 4-09-121452-5 |
| 23 | серпень 1986  | ISBN 4-09-121453-3 |
| 24 | жовтень 1986  | ISBN 4-09-121454-1 |
| 25 | листопад 1986 | ISBN 4-09-121455-X |
| 26 | січень 1987   | ISBN 4-09-121456-8 |

### Аніме
На основі сюжету манґи спільно студіями Group TAC та Studio Gallop було випущено аніме-серіал, який транслювався телеканалом Fuji TV з 24 березня 1985 року по 22 березня 1987 року. Під час випуску він постійно зберігав рейтинг 30+ відсотків. У 2005 році, за результатами опитування представників телеканалу TV Asahi, серіал все ще входив у топ 100 аніме-серіалів, посівши 9-е місце. Всього випущено 101 серію аніме.